# Lewino

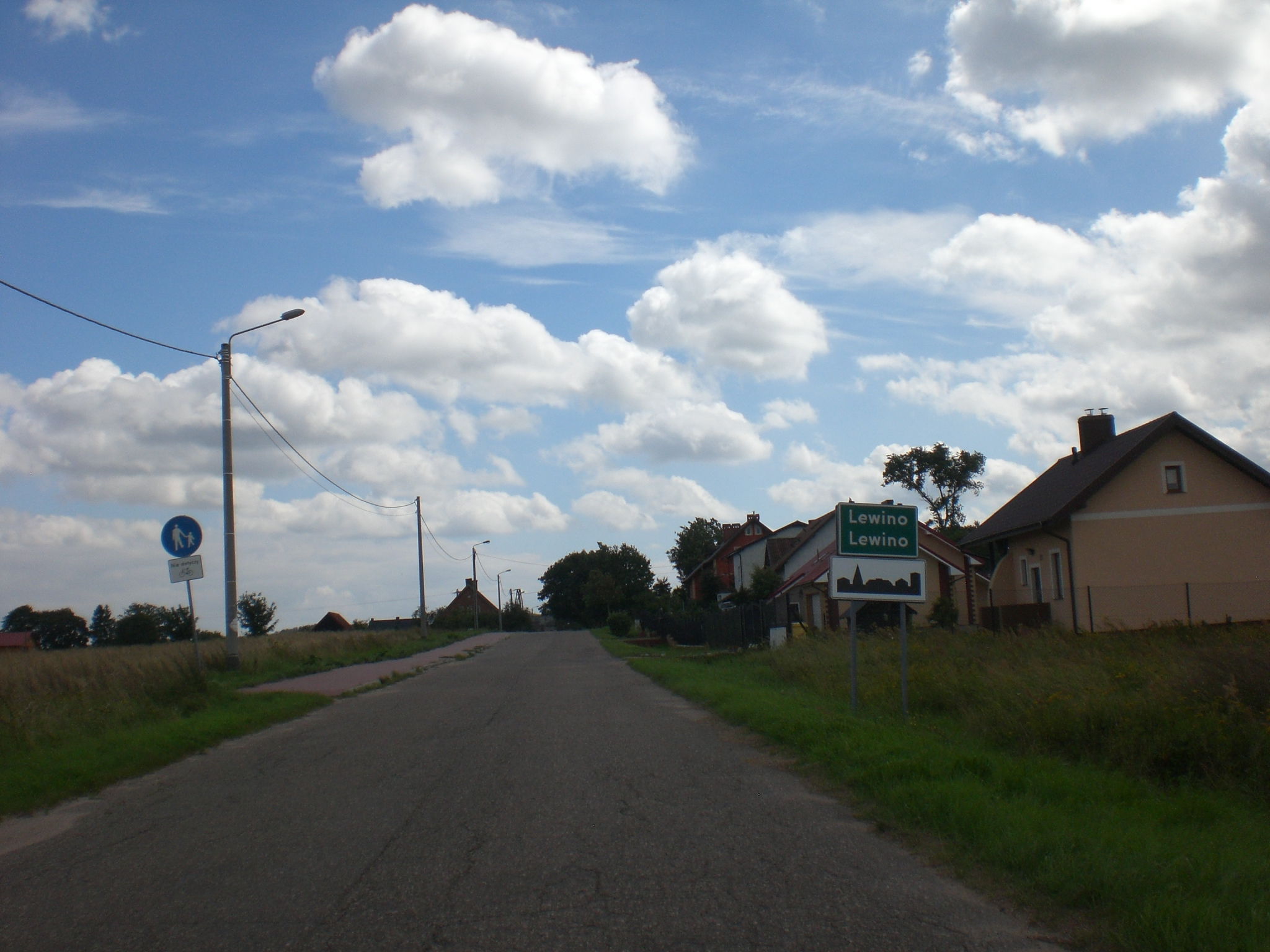

Lewino (deutsch: Lewin) ist ein kaschubisches Dorf in Polen. Es liegt in der Gemeinde Linia im Powiat Wejherowski. Heute gehört es zur Woiwodschaft Pommern, in den Jahren 1975–1988 zur Woiwodschaft Gdańsk.
Geographisch befindet sich Lewino am nördlichen Rand der Kaschubischen Seenplatte. Nördlich von Lewino befinden sich der Jezioro Miłoszewskie (Miloschewer See) und der Jezioro Lewinko (Lewinkoer See).

## Geschichte
Es gibt ein mittelalterliches Hügelgrab aus dem 10. oder 11. Jahrhundert, um das ein Lehrpfad herumführt, der im Anschluss an archäologische Arbeiten in den Jahren 2004–2012 entstand.
In Lewino waren Anfang des 16. Jahrhunderts zwei adlige Familien ansässig, die „Bach“ und die „Royk“. Ausweislich von Steuererhebungsunterlagen des Jahres 1570 bestand Lewino aus vier Höfen (curia) mit einer Steuermesszahl von 13 ½ manso, von denen zwei Drittel auf die Familie Bach und ein Drittel auf die Familie Royk entfielen. In der Kronmatrikel des polnischen Königs Sigismund I. wurde 1526 ihnen ihr adliger Besitz bestätigt:

“Datum est privilegium nobilibus Paulo Lyeweyenski judici districtus Mirochoviensis Alberto et Jacobo heredibus de villa Lewyn in terra Pomoraniae et districtu Mirochoviensi sitta.”

Bei den beiden erstgenannten Paul und Albert handelte es sich um Mitglieder der wahrscheinlich aus dem heutigen deutschen Raum eingewanderten Familie „Bach“. Der drittgenannte Jakob war ein Mitglied der schon zuvor dort ansässigen kaschubischen Familie „Royk“. Beide Familien führten in der Folgezeit den Namen des Ortes als Familiennamen („Lewinski“). Während die Familie Bach an ihrem Besitz in Lewino über mehrere Jahrhunderte festhielt, wird als letzter seiner Familie ein Andreas Royk 1662 als Steuerzahler in Lewino erwähnt.

### Söhne und Töchter des Ortes
- Paul (Bach-)Lewinski, älteste namentlich bekannte Person des Ortes, ab dem Jahre 1505 Assessor und später Richter in Mirachowo (dt. Mirchau)
- Felix Lukas (Bach-)Lewinski (1751–1825), polnischer Bischof
- Franz Ignaz (Bach-)Lewinski (1783–1854), polnischer Bischof, (Halb-)Bruder des Felix Lukas Lewinski.